# Franscope
Franscope war ein 1956 eingeführtes anamorphotisches Filmaufnahmeverfahren für 35-mm-Breitwandfilme.

## Hintergrund
Bereits früh entwickelte Ernst Abbe mit Cinépanoramic eine Verbesserung des CinemaScope der 20th Century Fox. Die französische DIC konnte das Verfahren in verschiedene Länder vermarkten. Mit der Umbenennung in Franscope sollte der französische Markt abgedeckt werden.
Franscope unterschied sich nicht wesentlich von Cinépanoramic. Das Bild wurde während der Aufnahme mit einem 2:1 Verhältnis gestaucht aufgenommen und während der Vorführung entzerrt auf das 2,35:1 Format wiedergegeben. Der für die Aufnahme und die Vorführung nötige Anamorphot besaß eine zusätzliche Optik, um verzerrungsfrei Nahaufnahmen zu ermöglichen. Diese Optik wurde 1958 mit der Suprématic von Jean Dicop vereinfacht.
Franscope wurde neben DyaliScope das erfolgreichste Scope-Format in Frankreich. Neben Produktionen der Nouvelle Vague gehörten auch kommerziell erfolgreiche Filme mit Louis de Funès dazu. Auch im bundesdeutschen Kino der 1960er Jahre wurde das Verfahren eingesetzt.

## Filme in Franscope
| - 1956: Liebe, Frauen und Paris (Mannequins de Paris) - 1957: L'irrésistible Catherine - 1957: Tahiti ou la joie de vivre - 1957: Paris Music Hall - 1957: Casino de Paris - 1957: Morphium, Mord und kesse Motten (Ces dames préfèrent le mambo) - 1958: Wenn die Flut kommt (L'eau vive) - 1958: In den Strömen (La liberté surveillée) - 1958: Si le roi savait ça - 1958: Le gorille vous salue bien - 1959: Die grüne Stute (La jument verte) - 1960: Crésus - 1961: Lola, das Mädchen aus dem Hafen (Lola) - 1961: Eine Frau ist eine Frau (Une femme est une femme) - 1961: Tire-au-flanc 62 - 1962: Jules und Jim (Jules et Jim) - 1962: Une grosse tête - 1962: Das ist nichts für kleine Mädchen (Lemmy pour les dames) - 1962: Les amants de Teruel - 1962: La poupée - 1962: Viel Glück Eddie! (Bonne chance, Charlie) - 1962: La dénonciation - 1962: Das Ruhekissen (Le repos du guerrier) - 1962: Der Teufel und die Zehn Gebote (Le diable et les dix commandements) - 1962: Der scharlachrote Musketier (Le chevalier de Pardaillan) - 1962: Sonntage mit Sybill (Les dimanches de Ville d'Avray) - 1963: Der Mörder (Le meurtrier) - 1963: Jusqu'au bout du monde - 1963: Tempo di Roma (Tempo di Roma) - 1963: Am Ende aller Wege (Le glaive et la balance) - 1963: Die Zitadelle von San Marco (Mathias Sandorf) - 1963: Als twee druppels water - 1963: Laster und Tugend (Le vice et la vertu) - 1963: Nacht der Erfüllung (Le jour et l'heure) - 1963: Des Teufels schwache Seite (Les bonnes causes) - 1963: Grausame Hände (Les grands chemins) - 1963: Das Mädchen mit dem frommen Blick (Les saintes nitouches) - 1963: Ein König allein (Un roi sans divertissement) - 1963: Zum Nachtisch blaue Bohnen (À toi de faire mignonne) - 1963: Die Millionen eines Gehetzten (L'aîné des Ferchaux) - 1963: Heißes Pflaster (Peau de banane) - 1963: Le magot de Josefa - 1963: Vorsicht, meine Damen! (Méfiez-vous, mesdames!) - 1963: Die Verachtung (Le mépris) - 1963: Ein Schloß in Schweden (Château en Suède) - 1963: Alles in Butter (La cuisine au beurre) - 1964: Wo kommst Du her, Johnny? (D'où viens-tu, Johnny?) - 1964: Geheimagentin in Gibraltar (Gibraltar) - 1964: Meine Nächte mit Jacqueline (Françoise ou la vie conjugale) - 1964: Meine Tage mit Pierre (Jean-Marc ou la vie conjugale) - 1964: Das Idol (Cherchez l'idole) - 1964: Der Triumph des Musketiers (Hardi! Pardaillan) - 1964: Tagebuch einer Kammerzofe (Le journal d'une femme de chambre) - 1964: Jack Clifton jagt Wostok III (Coplan Agent secret FX 18) - 1964: Monsieur (Monsieur) - 1964: Les amoureux du France - 1964: Heiße Hölle Bangkok (Banco à Bangkok pour OSS 117) - 1964: Wie Raubkatzen (Les félins) - 1964: Die Frauen sind an allem schuld (Les plus belles escroqueries du monde) - 1964: Der Boss hat sich was ausgedacht (Échappement libre) - 1964: Der Reigen (La ronde) - 1964: Fantomas (Fantômas) - 1964: Dünkirchen 2. Juni 1940 (Week-end à Zuydcoote) - 1965: Les grands moments - 1965: The Dirty Girls - 1965: Der Himmel brennt (Le ciel sur la tête) | - 1965: La bonne occase - 1965: Scharfe Sachen für Monsieur (Le corniaud) - 1965: Pulverfaß und Diamanten (Le gentleman de Cocody) - 1965: Der Mann, der Peter Kürten hieß (Le vampire de Düsseldorf) - 1965: Sturm über Jamaika (A High Wind in Jamaica) - 1965: OSS 117 - Pulverfaß Bahia (Furia à Bahia pour OSS 117) - 1965: An einem heißen Sommermorgen (Par un beau matin d'été) - 1965: Un mari à prix fixe - 1965: Im Reich des Kublai Khan (La fabuleuse aventure de Marco Polo) - 1965: Der Spion, der in die Hölle ging (Corrida pour un espion) - 1965: Herr auf Schloß Brassac (Le tonnerre de Dieu) - 1965: Piège pour Cendrillon - 1965: Der Gendarm vom Broadway (Le gendarme à New York) - 1965: Fantomas gegen Interpol (Fantômas se déchaîne) - 1965: Hier beginnt das Abenteuer (Här börjar äventyret) - 1966: Rififi in Paris (Du rififi à Paname) - 1966: 100.000 Dollar für einen Colt (100.000 dollari per Lassiter) - 1966: Feuer auf der Haut (De dans van de reiger) - 1966: Die untreue Geliebte (La seconde vérité) - 1966: Roger la Honte - 1966: Für eine Handvoll Diamanten (Safari diamants) - 1966: Der blaue Max (The Blue Max) - 1966: Schornstein Nr. 4 (La voleuse) - 1966: Die Geschöpfe (Les créatures) - 1966: Die Reise des Vaters (Le voyage du père) - 1966: OSS 117 - Teufelstanz in Tokio (Atout coeur à Tokyo pour OSS 117 ) - 1967: Ein Mädchen wie das Meer (La grande sauterelle) - 1967: Heiße Nächte (Soleil noir) - 1967: Die Mädchen von Rochefort (Les demoiselles de Rochefort) - 1967: Fantomas bedroht die Welt (Fantômas contre Scotland Yard) - 1967: Ich tötete Rasputin (J'ai tué Raspoutine) - 1967: Action Man (Le soleil des voyous) - 1967: À coeur joie - 1967: Haie bitten zu Tisch (Estouffade à la Caraïbe) - 1967: Der goldene Schlüssel (L'homme qui valait des milliards) - 1967: Die Blonde von Peking (La blonde de Pékin) - 1967: Das Millionen-Duell (Fleur d'oseille) - 1967: Oscar (Oscar) - 1967: Schöne Isabella (C'era una volta) - 1967: Feuerdrache (Fathom) - 1967: Balduin der Ferienschreck (Les grandes vacances) - 1968: Der Mann mit dem Buick (L'homme à la Buick) - 1968: Schußfahrt nach San Remo (Les cracks) - 1968: San Sebastian (La bataille de San Sebastian) - 1968: L'écume des jours - 1968: Balduin der Trockenschwimmer (Le petit baigneur) - 1968: Vögel sterben in Peru (Les oiseaux vont mourir au Pérou) - 1968: Le mois le plus beau - 1968: Balduin das Nachtgespenst (Le tatoué) - 1968: Balduin der Heiratsmuffel (Le gendarme se marie) - 1968: Die Puppe (Lalka) - 1969: Das Versteck (La residencia) - 1969: Le lit de la vierge - 1969: Das Superhirn (Le cerveau) - 1969: Onkel Paul die große Pflaume (Hibernatus) - 1969: Simón Bolívar - 1970: Alles tanzt nach meiner Pfeife (L'homme orchestre) - 1971: Matalo (Bad Man's River) |